# Capilla de la Anunciación (Valladolid)
La capilla de la Anunciación (también conocida como capilla de Fabio Nelli) es un espacio de culto desaparecido en la iglesia del convento de San Agustín de Valladolid conocida por su riqueza artística.

## Historia

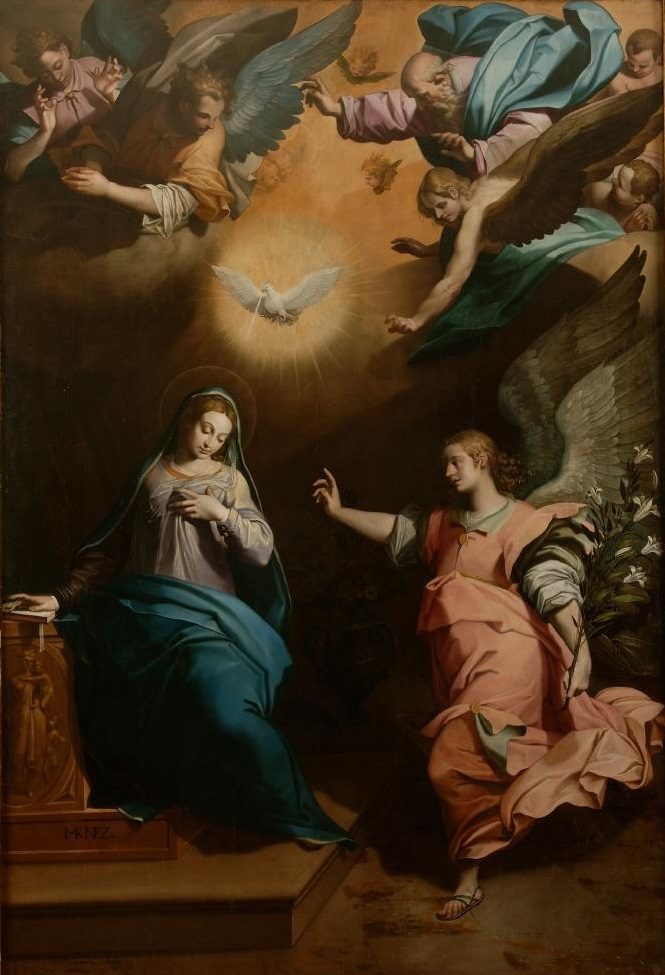
Tabla de la Anunciación, que presidía la capilla.

El patronazgo de la capilla fue adquirida por el banquero Fabio Nelli de Espinosa y su mujer Violante Rivadeneira en 1591. Durante 1596 se tiene constancia de la contratación de algunas obras para la capilla:
- El 30 de marzo se contrata la reja con García Ruiz
- El 14 de mayo se firma el contrato entre Nelli y el pintor Gregorio Martínez, por el cual este último queda encargado de la decoración pictórica de la capilla, incluyendo los cuadros que debían integrarse en el retablo entre los que se encontraría una Anunciación.

Según la inscripción de la reja de la capilla, esta se habría terminado en 1598 según trazas de Diego de Praves y con intervención del maestro cantero Martín Uriarte. En 1611, Fabio Nelli interpuso un pleito contra el escultor Pedro de la Cuadra por su desacuerdo a la hora de ejecutar las esculturas orantes encargadas para las sepulturas de la capilla. La capilla sirvió de lugar de culto principal para el colindante colegio de San Gabriel, regido por los agustinos del convento.
A finales del siglo XVIII la capilla, y en especial la pintura que la presidía fue alabada por Ponz en su Viage de España, y, en 1804 por Isidoro Bosarte. 
El convento se vería directamente afectado por la Desamortización de Mendizábal, siendo destinada la iglesia a templo castrense de la ciudad. La tabla que presidía la capilla sería destinada al Museo de Valladolid, donde se encontraba en 1843. Posteriormente se transferiría al Museo Nacional de Escultura.
La capilla (incluyendo su decoración) se vería arruinada por el paso del tiempo.
En 2019 se vendieron dos tablas de la serie de cuadro que se disponía en la parte inferior del retablo que presidía la capilla.

## Descripción

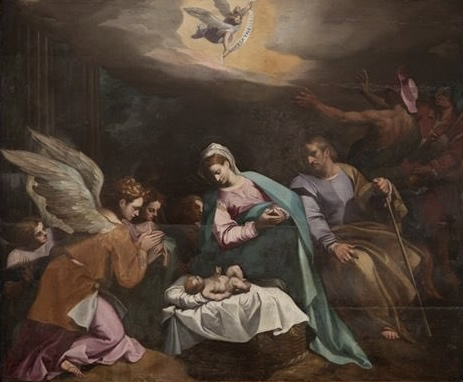
La Adoración de Pastores, por Gregorio Martínez que decoraba la parte inferior del retablo.

La capilla era de planta cuadrada y se abría a la nave por un arco de medio punto, como todas las capillas situadas a ambos lados de la iglesia conventual. Se situaba en el lado de la epístola de la iglesia. Encima de la parte exterior del arco de entrada a la capilla se encontraba una pintura representando a Adán y Eva.

La capilla estaba presidida por un retablo de líneas clásicas, en el centro del cual se encontraba una tabla representando la Anunciación de Gregorio Martínez. El valor artístico de esta obra es, en palabras de Martí y Monso:
cuadro que por sí solo bastaría á dar a un artista, fama imperecedera
En la parte inferior del retablo se disponían cuatro escenas representando diversos momentos de la Infancia de Cristo, pintadas también por Martínez. En la capilla se disponían las sepulturas de los fundadores (Fabio Nelli y su esposa Violante de Ribadeneira) adornadas por estatuas orantes, obra de Pedro de la Cuadra. Además otra estatua orante adornaba la sepultura se Claudio Nelli, hermano de Fabio y canónifo de la catedral de Valladolid.
La bóveda de la capilla estaba decorada con una bóveda circular y yeserías. En los arranques de la esquina de las bóvedas se disponían en óvalos los escudos de los fundadores y patronos iniciales de la capilla. 
La capilla se cerraba por una reja realizada por García Ruiz.

### Individuales
1. ↑  Barrio Loza, José Ángel; Moya Valgañón, José Gabriel (1981). «Los canteros vizcaínos (1500-1800): diccionario biográfico». Voz: Uriarte, Martín. Kobie: revista de ciencias = zientzietako aldizkaria (11): 261. ISSN 0211-1942. Consultado el 6 de septiembre de 2022.
2. ↑  Travieso, J.M. (5 de octubre de 2012). «FABIO NELLI DE ESPINOSA, la ostentación y la vanidad de un banquero». DOMVS PVCELAE. Consultado el 6 de septiembre de 2022.
3. ↑  Fernando Durán (Junio 2019). «Catálogo arte antiguo». Catálogo: 94-95.
4. ↑  Diaz, Daniel (7 de junio de 2019). «Dos tablas de Gregorio Martínez en Fernando Durán». ARS Magazine. Consultado el 6 de septiembre de 2022.
5. ↑  Martí y Monsó, José.  Leonardo Miñón, ed. Estudios histórico-artísticos. Valladolid / Madrid: [s.n.] p. 5. Consultado el 5 de septiembre de 2022.
6. ↑  Chico, Esteban García (1965). «Documentos para el estudio del arte en Castilla: maestros rejeros (continuación)». Boletín del Seminario de Estudios de Arte y Arqueología: BSAA (31): 55-113. ISSN 0210-9573. Consultado el 6 de septiembre de 2022.